# Chuquibamba

A cidade peruana de Chuquibamba é a capital da Província de Condesuyos, situada no Departamento de Arequipa, pertencente a Região de Arequipa, Peru.